# Batalla de Jugla
La batalla de Jugla va ser una batalla defensiva de la República Russa (embrió de l'RSFS de Rússia) entre l'1 i el 3 de febrer, pocs mesos després de la Revolució Russa.

## Antecedents
En l'ofensiva alemanya anomenada batalla del Golf de Riga de 1915 l'objectiu era destruir la flota russa ancorada al golf i facilitar la caiguda de la ciutat de Riga com a part de l'ofensiva alemanya en el front oriental. La flota alemanya no va aconseguir els seus objectius i amb l'anul·lació de l'ofensiva terrestre va preferir retirar-se.
Després de la revolució de febrer, l'emperador Nicolau II de Rússia va abdicar i es va formar un govern provisional, sota el lideratge del príncep Gueorgui Lvov. Al Bàltic, l'objectiu principal de l'exèrcit rus era evitar que els alemanys travessessin el Dvinà Occidental, l'última barrera natural que els separava de Riga.

## La batalla

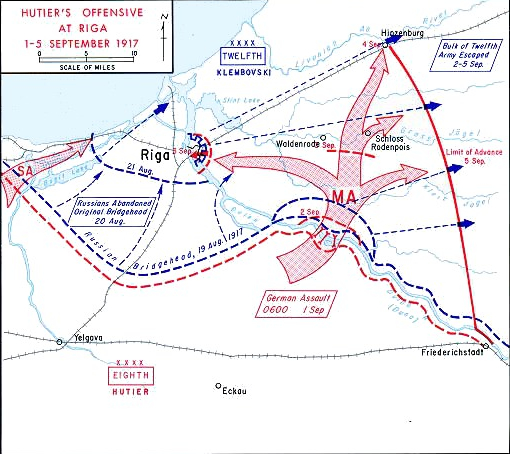
Mapa de l'ofensiva alemanya

La batalla va iniciar-se l'1 de setembre quan els alemanys van construir tres pontons per travessar el riu prop d'Ikšķile. La seva major potència d'artilleria, combinada amb suport aeri, llançaflames i atacs químics els va permetre portar la iniciativa de la batalla. Les defenses russes i letones van resistir unes 26 hores, cosa que va permetre una retirada ordenada de la ciutat de Riga. La batalla va causar moltes baixes, especialment entre tropes letones que, no obstant això, aconseguiren protegir la retirada de l'exèrcit rus i letó cap a noves posicions defensives a Vidzeme, Sigulda o Olaine.

## Conseqüències
Els alemanys ocuparen Riga el 3 de setembre. La flota russa, amb la moral baixa des de l'esclat de la Revolució Russa, va ser expulsada del golf de Riga al finalitzar la batalla de Muhu i totes les seves unitats es van replegar al golf de Finlàndia. Les hostilitats van cessar oficialment amb el Tractat de Brest-Litovsk del 3 de març de 1918, encara que algunes activitats navals van continuar fins a principis d'abril següent.